# Plateau du Donets
Le plateau du Donets, ou monts Donecky, est un ensemble de collines et de plateaux de l'Est de l'Ukraine et de l'oblast russe de Rostov. Il est entouré au nord et à l'est par le Donets, au sud par la mer d'Azov et à l'ouest par le Dniepr.

## Géographie
Le plateau du Donets est un relief peu marqué, faisant partie de la plaine d'Europe orientale. S'étendant sur 300 kilomètres de long de l'est-sud-est à l'ouest-nord-ouest, sa crête sert de ligne de partage des eaux entre les rivières du bassin septentrional du Donets et les fleuves côtiers qui se jettent directement dans la mer d'Azov. Son altitude moyenne est de 200 à 300 mètres, tandis que son point culminant, à Mohyla Mechetna, s'élève à 367 m. Un des autres points hauts du plateau est le kourgane mémorial de Saour-Mogyla.
Les fleuves côtiers Mious et Kalmious y prennent leur source. La rivière Vovtcha, affluente de la rivière Samara, puis du fleuve Dniepr, y prend aussi sa source.

## Géologie
Le plateau du Donets est un relief plissé. Les importantes couches de charbon du Donbass se sont formées durant la période carbonifère. Elles reposent sur des niveaux calcaires formés au Dévonien, à une période où la région était recouverte par la mer, et sont surmontées par des roches permiennes.

## Économie
Le plateau comporte un important bassin houiller, le Donbass, ainsi que plusieurs grandes villes d'Ukraine comme Donetsk, Dnipro[réf. nécessaire] ou Louhansk.